# أبو مسلم الخولاني
أبو مسلم عبد الله بن ثوب الخولاني (توفي 62هـ / 682م) المعرُوف باسم ابن ثواب أو أبو مسلم الخولاني، أسلم في زمن النبي مُحمَّد غير أنه لم يلتق به، فهو من كبار التابعين، حيث دخل المدينة المنورة في خلافة أبو بكر الصديق. روى الأحاديث عن عمر بن الخطاب وأبو عبيدة بن الجراح وغيرهم من الصَّحابة الكبار، وروى الكثير عنه. عاصر الأحداث واختلاف الأحوال من الخلافة الراشدة إلى الخلافة الأمويَّة. توفي في داريا غرب دمشق، في عهد يزيد بن معاوية.

## اسمه ونسبه
هو عبد الله بن ثوب، ويقال: ابن ثواب، ويقال: ابن عبد الله، ويقال: ابن عبيد، ويقال: ابن عوف، ويقال: ابن مسلم، ويقال اسمه يعقوب بن عوف أبو مسلم الخولانى الزاهد (…- 62 هـ = …- 682 م)، أدرك الجاهلية وسكن المدينة ثم هاجر إلى الشام فنزل بداريا وأصله من اليمن, وقد أسلم في أيام رسول الله ﷺ ولكنه لم يلتق به فهو مخضرم ودخل المدينة في خلافة الصديق.

## شيوخه
روى عن عمر بن الخطاب، وأبي عبيدة بن الجراح، ومعاذ بن جبل، وعبادة بن الصامت، وعوف بن مالك، وأبي ذر الغفاري.

## الرواة عنه
روى عنه أبو إدريس الخولاني وأبو العالية الرياحي وجبير بن نفير وعطاء بن أبي رباح وعطاء الخرساني وشرحبيل بن مسلم وعطية بن قيس وأبو قلابة الجرمي ومحمد بن زياد الألهاني وعمير بن هانئ العنبسى ويونس بن ميسرة ومكحول وغيرهم.

## ثناء العلماء عليه
- قال يحيى بن معين: أبو مسلم الخولاني شامى ثقة.
- قال بن سعد: كان ثقة.
- قال البخارى: قارئ أهل الشام، وكذلك قال ابن أبي حاتم.
- فال عبد الجبار بن محمد الخولانى: أدرك الجاهلية وكان من الافاضل الأخيار روى عنه جماعة من أصحاب رسول الله ﷺ وكان فاضلاً ديناً ورغاً.
- قال العجلي: شامى تابعي ثقة من كبار التابعين وعبادهم.
- قال مالك بن دينار: هذا حكيم هذه الأمة.
- فال أبو نعيم: ومنهم المتخلى عن الهموم والكرب، المتسلى بالأوراد والنوب، الخولانى أبو مسلم بن ثوب، حكيم الامة، وقديم الخدمة وحررها.
- قال ابن حجر: أبو مسلم الخولانى الزاهد ثقة عابد.

رضي الله عنه.

## من أحواله وأقواله
- قال إسماعيل بن عياش حدثنا شرحبيل بن مسلم قال أتى أبو مسلم الخولاني المدينة وقد قُبض (أي توفي) النبي ﷺ واستخلف أبو بكر، فحدثنا شرحبيل أن الأسود تنبأ (أي ادعى النبوة) باليمن فبعث إلى أبي مسلم فأتاه بنار عظيمة، ثم إنه ألقى أبا مسلم فيها فلم تضره فقيل للأسود إن لم تنف هذا عنك افسد عليك من اتبعك، فأمره بالرحيل فقدم المدينة فأناخ راحلته ودخل المسجد يصلي فبصر به عمر بن الخطاب عنه فقام إليه فقال ممن الرجل، قال من اليمن، قال ما فعل الذي حرقه الكذاب بالنار، قال ذاك عبد الله بن ثوب، قال نشدتك بالله أنت هو، قال اللهم نعم، فاعتنقه عمر وبكى ثم ذهب به حتى أجلسه فيما بينه وبين الصديق فقال الحمد لله الذي لم يمتني حتى أراني في امة محمد ﷺ من صنع به كما صنع بإبراهيم الخليل. رواه عبد الوهّاب بن نجد وهو ثقة عن إسماعيل لكن شرحبيل أرسل الحكاية.
- روى معمر عن الزهري قال كنت عند الوليد بن عبد الملك فكان يتناول عائشة عنها فقلت يا أمير المؤمنين ألا أحدثك عن رجل من أهل الشام كان قد أوتي حكمة قال من هو قلت أبو مسلم الخولاني سمع أهل الشام ينالون من عائشة فقال ألا أخبركم بمثلي ومثل امكم هذه كمثل عينين في رأس تؤذيان صاحبهما ولا يستطيع أن يعاقبهما إلا بالذي هو خير لهما فسكت.
- قال الزهري أخبرنيه أبو إدريس الخولاني عن أبي مسلم قال عثمان بن أبي العاتكة علق أبو مسلم سوطا في المسجد فكان يقول أنا أولى بالسوط من البهائم فإذا فتر مشق (ضرب) ساقيه سوطا أو سوطين قال وكان يقول لو رأيت الجنة عياناً أو النار عياناً ما كان عندي مستزاد.[4]
- عن عطية بن قيس قال دخل ناس من أهل دمشق على أبي مسلم وهو غاز في أرض الروم وقد احتفر جورة في فسطاطه وجعل فيها نطعا وافرغ فيه الماء وهو يتصلق (يتقلب) فيه فقالوا ما حملك على الصيام وأنت مسافر قال لو حضر قتال لأفطرت ولتهيأت له وتقويت إن الخيل لا تجري الغايات وهن بدن إنما تجري وهن ضمر ألا وان أيامنا باقية جائية لها نعمل.
- روى محمد بن زياد الألهاني عن أبي مسلم الخولاني أنه كان إذا غزا أرض الروم فمروا بنهر فقال أجيزوا بسم الله ويمر بين أيديهم فيمرون بالنهر الغمر فربما لم يبلغ من الدواب إلا الركب فإذا جازوا قال هل ذهب لكم شيء (فمن ذهب له شيء فأنا ضامن له) فألقى بعضهم مخلاته (عمدا) فلما جاوزا قال (الرجل) مخلاتي وقعت قال اتبعني فاتبعه فإذا بها معلقة بعود في النهر قال خذها.
- عن عنبسة بن عبد الواحد عن عبد الملك بن عمير قال كان أبو مسلم الخولاني إذا استسقى سقي.
- روى بقية عن محمد بن زياد عن أبي مسلم أن امرأة خببت عليه امرأته فدعا عليها فعميت فأتته فاعترفت وتابت فقال اللهم أن كانت صادقة فاردد بصرها فأبصرت.
- عن ضمرة بن ربيعة عن بلال بن كعب أن الصبيان قالوا لأبي مسلم الخولاني ادع الله أن يحبس علينا هذا الظبي فنأخذه فدعا الله فحبسه فأخذوه.
- عن عطاء الخراساني أن امرأة أبي مسلم قالت ليس لنا دقيق فقال هل عندك شيء قالت درهم بعنا به غزلا قال ابغينيه وهاتي الجراب فدخل السوق فاتاه سائل وألح فأعطاه الدرهم وملأ الجراب نشارة من تراب واتى وقلبه مرعوب منها وذهب ففتحه فلما جاء ليلا وضعته فقال من أين هذا قالت من الدقيق فاكل وبكى.
- حدثنا أبو بكر بن مالك ، قال : ثنا عبد الله بن أحمد بن حنبل ، حدثني أبي ، قال : ثنا الحكم بن نافع ، قال : ثنا إسماعيل بن عياش ، عن شرحبيل بن مسلم : أن رجلين أتيا أبا مسلم الخولاني في منزله ، فقال بعض أهله : هو في المسجد ، فأتيا المسجد فوجداه يركع فانتظرا انصرافه وأحصيا ركوعه فأحصى أحدهما أنه ركع ثلاثمائة ، والآخر أربعمائة قبل أن ينصرف[4]

## وفاته
في أكثر المصادر: وفاته بدمشق، وقبره بداريّا.

## وصلات خارجية
- فيديو حلقة عن أبو مسلم الخولاني في برنامج مع التابعين للدكتور عمرو خالد، 27 نوفمبر 2011
- بعض من سيرة أبو مسلم الخولانى